# Guri Schanke
Guri Annika Schanke (ur. 14 grudnia 1961 w Østlandet) – norweska aktorka i piosenkarka. Reprezentantka Norwegii w 52. Konkursie Piosenki Eurowizji (2007). 

## Życiorys
Zadebiutowała jako aktorka w 1982 występem w Oslo Nye Teater. Ma na koncie udział w produkcjach, takich jak Les Misérables, Summer in Tyrol i Annie Get Your Gun. Zagrała także w serialu Hotel Cæsar i użyczyła głosu tytułowym postaciom w norweskich wersjach językowych filmów animowanych Pocahontas i Mała Syrenka. W 2006 została finalistką pierwszej edycji programu rozrywkowego Skal vi danse?. W 2007 z utworem „Ven a bailar conmigo” zwyciężyła w programie Melodi Grand Prix 2007, dzięki czemu w maju reprezentowała Norwegię w 52. Konkursie Piosenki Eurowizji  w Helsinkach, na którym zajęła 18. miejsce w półfinale, przez co nie przeszła do finału.

## Życie prywatne
W 1991 wyszła za Øivinda Bluncka. Małżeństwo, z którym rozwiodła się w 2008.

## Dubbing
- Pocahontas – jako Pocahontas
- Mała Syrenka – jako Arielka
- 101 dalmatyńczyków – jako Perdita
- Aryskotraci – jako księżna z białym kotem
- Oliver i spółka